# Nantes
Nantes es una ciudad francesa situada en la orilla del río Loira, a 50 km del océano Atlántico. Es la capital del departamento de Loira Atlántico y de la región de Países del Loira. Es el centro de una conurbación de más 300 000 habitantes[cita requerida]. Se la considera, junto a la de Saint-Nazaire, como la mayor área metropolitana del oeste de Francia. 
Aunque en la actualidad no se encuentre administrativamente dentro de Bretaña, histórica y culturalmente la ciudad sigue formando parte de la misma, donde antaño se hablaba el galó, una lengua románica.
Durante la Revolución francesa, la defensa de Nantes fue un evento fundamental de la guerra de la Vendée. A lo largo de los siglos XIX y XX, su desarrollo industrial fue de los más importantes de Francia occidental.

## Historia

### Antigüedad
En la época de la conquista romana llevaba probablemente el nombre de «Condevicnum» y era la capital de un pueblo llamado «Namnetes», cuyo nombre adoptó más tarde (Portus Namnetum).
En la época romana, Nantes era parte de la provincia Lugdunense (cuya capital era Lugdunum, la actual Lyon). Los Námnetes, considerados como enemigos vencidos, eran una civitas stipendiaria (lo que implicaba pesados impuestos) y perdieron los territorios al sur del Loira. El bajo Loira formó el límite entre las provincias de Aquitania y Lugdunense y entre los territorios de los Namnetes y de los Pictones (capital: Lemonum/Poitiers). En la ribera sur del río, frente a Nantes, fue creado el puerto pictón de Ratiatum/Rezé, donde permanecen hoy en día notables vestigios antiguos. Las reformas de Diocleciano, en el principio del siglo IV, ubicaron a la ciudad en el territorio de la Lugdunensis tertia (capital: Tours) dentro de la diócesis de las Galias (capital: Tréveris). Fue también el momento de la construcción de una muralla (1675 m, 20 ha).
En esta época sufrieron el martirio Donaciano y Rogaciano, hijos del gobernador de la ciudad, a los cuales San Claire, primer obispo de Nantes, había convertido a la fe cristiana en el año 277. En el siglo IV fue construida la primera catedral.

### Edad Media

#### Alta Edad Media (siglos V-X)
El dominio imperial sobre Nantes terminó a principios del siglo V, y la ciudad formó parte sucesivamente del reino de Clodoveo, del reino franco de Neustria y del Imperio carolingio. En el siglo VI, un obispo importante fue Félix de Nantes, amigo del obispo de Poitiers y poeta, Venantius Fortunatus, quien escribió versos en su honor. En el Imperio carolingio durante los reinados de Carlomagno y de Ludovico Pío, los tres condados de Nantes, Rennes y Vannes formaban la Comarca de Bretaña, base de las operaciones militares de los francos frente a los bretones. Se sabe que en 778 el prefecto de la comarca era el conde Roldán, quien murió en Roncesvalles. Desde el final del siglo VIII, los condes de Nantes y de Vannes eran de una poderosa familia, los Widonides (frecuentemente nombrados Guido o Lamberto).
En el 831, Ludovico Pío encargó a Nominoe, un aristócrata bretón integrado en la aristocracia franca, con el condado de Vannes y el missaticum sobre los territorios bretones. Después de la muerte de Ludovico, Nominoé intentó conquistar los condados de Nantes y Rennes; murió en una batalla contra Carlos el Calvo, rey de Francia Occidental, en el 851. Su hijo, Erispoe, venció a los francos (batalla de Jengland-Beslé, también en 851) y Carlos le concedió los dos condados: se puede decir que fue el principio de la integración de Nantes en la Bretaña. Pero era también la época de las ataques de los normandos.
Los vikingos tomaron Nantes por primera vez en el año 843; mataron al obispo San Gohard (Gunhardus) refugiado con muchos habitantes en la catedral. En el 853 dos grupos distintos de escandinavos estuvieron presentes, Erispoé debió pagar una contribución. En 869 había vikingos en una isla de Nantes y permanecieron allí algunos años, atacando diversos lugares. En 919 otro grupo tomó la ciudad, formando un "principado" normando durante dieciocho años.
Fueron definitivamente desalojados en el 937 por el duque bretón Alain Barbetorte, quien hizo de la ciudad su capital. Pero, después de su muerte, el ducado pasó a los condes de Rennes.

#### Baja Edad Media (siglos XI-XV)

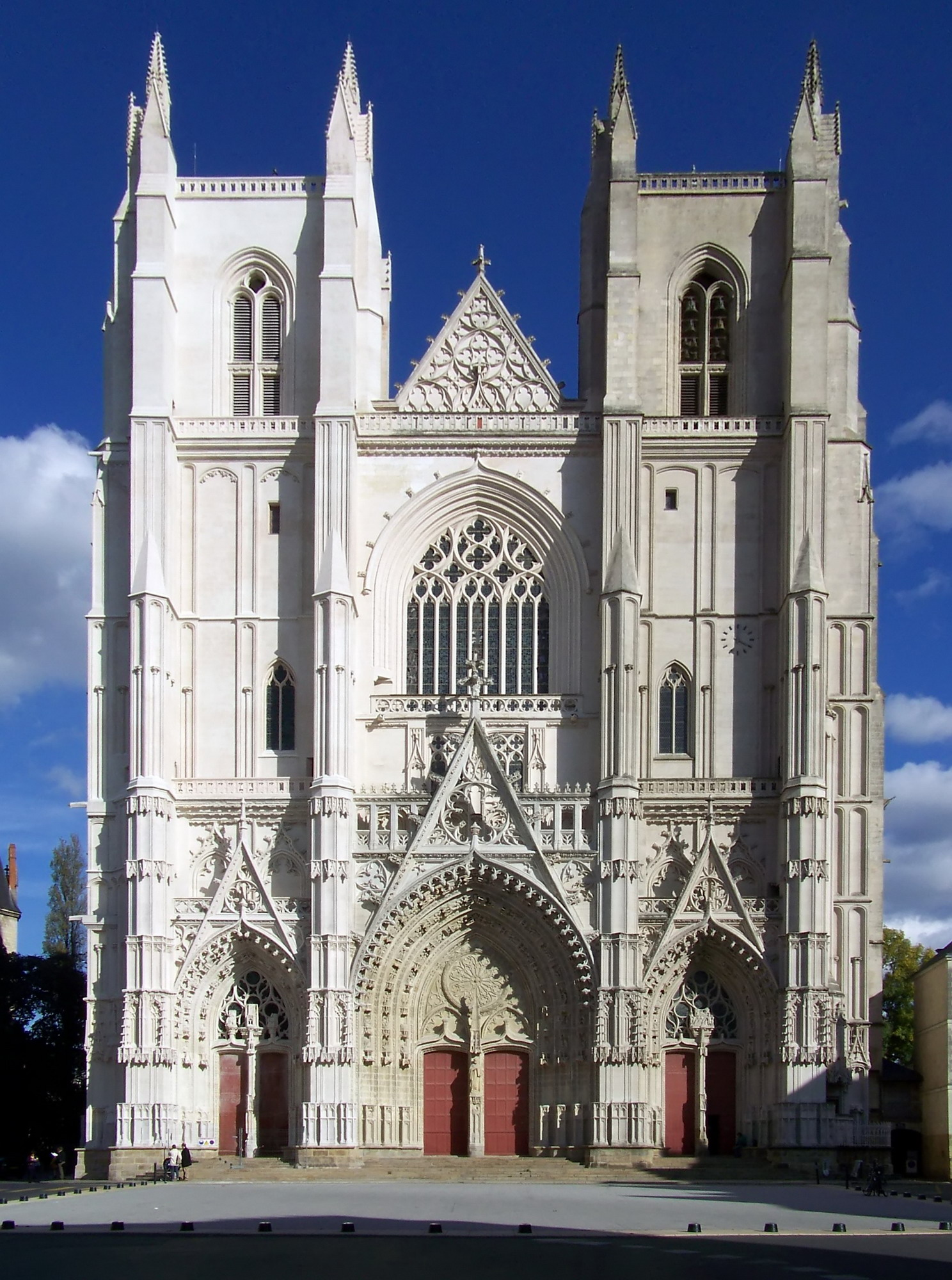
Catedral de Nantes.

A mediados del siglo XI, el conde Hoel de Cornouaille heredó el condado de Nantes y desposó a la heredera del ducado de Bretaña. Desde este momento, el condado de Nantes permaneció en manos de los duques. Pero la ciudad era parcialmente controlada por los obispos. Además, los duques de la dinastía de Cornouaille (siglos XI-XII) practicaban la "residencia itinerante" en sus diversas tierras; en Nantes solamente tenían un castillo (siglo X: castillo del Bouffay) con un taller monetario. Así la ciudad, muy pequeña, no era una verdadera capital.
Probablemente no antes el siglo XI fue construido el primer sistema de puentes, que comunicaba la ribera norte con la ribera sur, a través de las cinco islas de entonces. También fue establecido en el inicio de la carretera de Poitiers un hospicio (actualmente: Hospedal Saint-Jacques) para los peregrinos de Santiago de Compostela, viniendo de Bretaña o de Inglaterra (vía Saint-Malo).
Durante la guerra de los Cien Años, Nantes fue sitiada por los ingleses en 1343, atacada por el conde de Buckingham, y libertada posteriormente por Olivier de Clisson en 1380. A finales de una larga guerra feudal, fue nuevamente sitiada en 1491 por el rey de Francia Carlos VIII, a quien fue entregada por traición, casándose con la duquesa Ana de Bretaña para legitimar los derechos que acababa de adquirir sobre la herencia de Ana. La proposición fue hecha a los estados de la provincia el 8 de octubre, y el casamiento se celebró en el palacio de Langeais el 6 de diciembre; el sucesor de Carlos VIII, Luis XII, se casó también con Anna, y su hija Claudia fue casada con el rey siguiente Francisco I.

### Edad Moderna

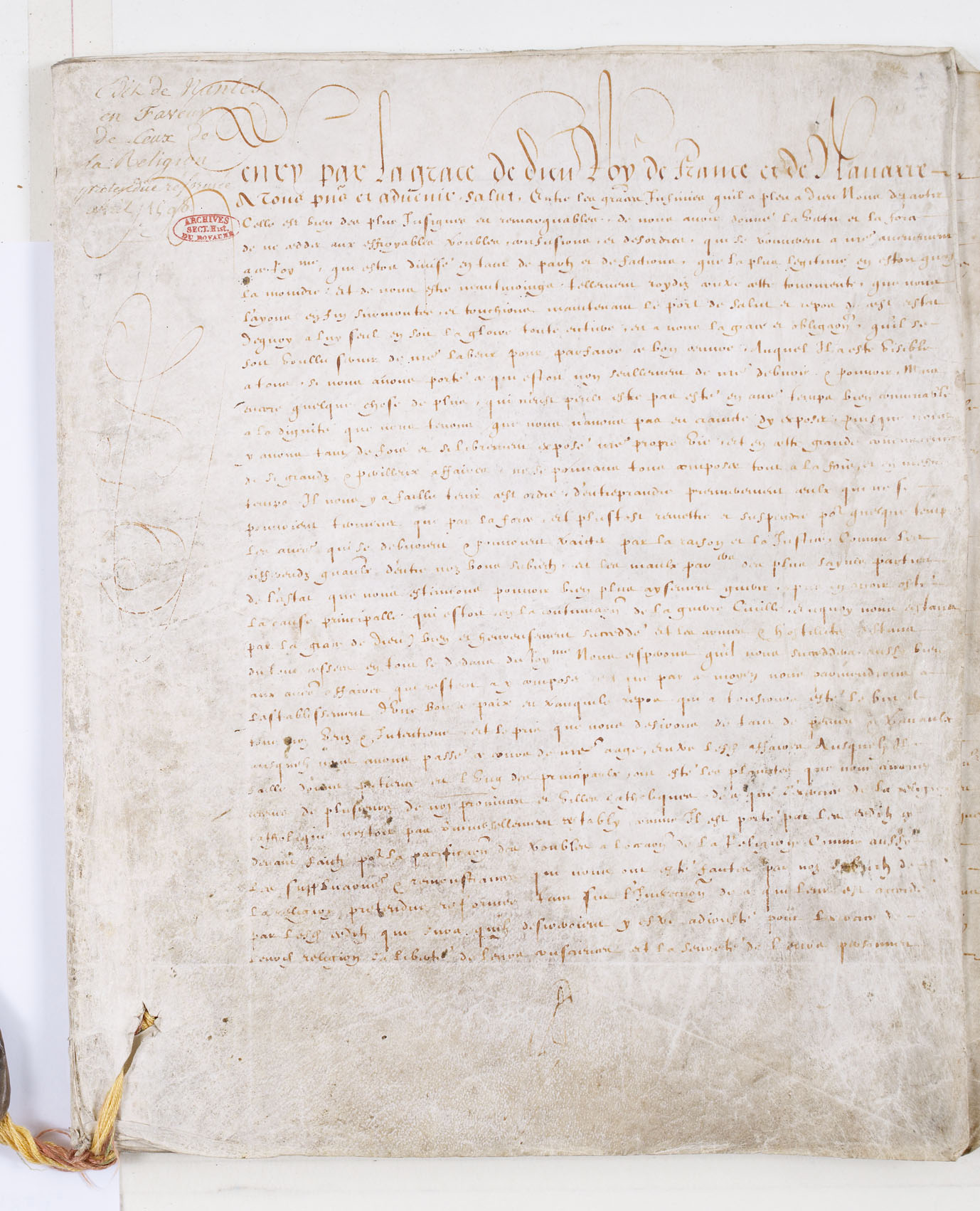
Edicto de Nantes (1598).

En consecuencia de estos matrimonios, la Bretaña, así como la ciudad de Nantes, quedó incorporada a la Francia, o mejor dicho, al "dominio real", oficialmente en 1532. Nantes dejó de ser la capital de la Bretaña y la función recayó en Rennes, siendo sede del Parlamento y de los Estados de Bretaña hasta 1789. Nantes conservó la Cámara de Cuentas de la provincia. En 1558 se introdujo el calvinismo en Nantes y en 1572 se hubiese producido allí una matanza de reformadores de la Saint-Barthélémy (matanza de San Bartolomé), a no ser por la generosa firmeza del corregidor Leloup Dubreuil que se opuso a la ejecución de las órdenes sanguinarias del duque de Montpensier.
Durante el reinado de Enrique III, la ciudad, dirigida por el gobernador duque de Mercoeur fue miembro activo de la Liga católica, el partido de la familia de Guise. Después del asesinato de Enrique III en 1589, no fue fácil al nuevo rey Enrique IV, hasta entonces un protestante, de someter su reino; Nantes fue la última de las grandes ciudades en reconocer su autoridad. Por esta razón aquí dictó Enrique IV en 1598 el famoso Edicto de Nantes, revocado posteriormente en 1685 por el rey Luis XIV.
En los siglos XV-XIX Nantes era un muy importante puerto del comercio atlántico de esclavos, el más importante en Francia. El comercio triangular representaba una parte importante de la actividad del puerto.
La población pasó de 40 000 a 80 000 habitantes. La riqueza acumulada en esta época explica las numerosas realizaciones urbanísticas y construcciones de ese siglo.

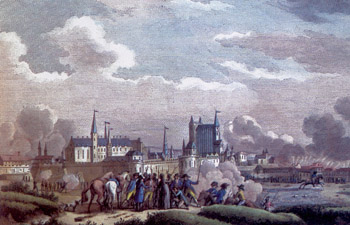
Asedio de Nantes en 1793.

Durante la Revolución Francesa, el 29 de junio de 1793 los vendeanos en número de 50 000 hombres bajo el mando de Jacques Cathelineau atacaron Nantes, encontrando resistencia por parte de los habitantes de la ciudad comandados por los generales Beysser y Canclaux. Posteriormente se presentaron ante la ciudad dos parlamentarios para instarlos a la rendición, contestando el corregidor de la ciudad llamado Baco Morir o asegurar el triunfo de la libertad. Entonces el ejército de Cathelineau mandado por los generales Bonchamps, Spezaux Autichamp y Fleuriot tomó posiciones para asaltar la ciudad por la orilla derecha, en tanto que Charette atacaba por la izquierda. El combate empezó en nueve puntos a la vez, en una larga y sangrienta jornada, unos intentando asaltar la ciudad y otros resistiendo con un gran sentido del valor. Al final, los vencidos fueron los vendeanos quienes no pudieron con la artillería de los que resistían el asedio, causando con ella horribles estragos en las filas de los atacantes. Rechazados por todas partes los vendeanos vencidos, con su general en jefe Cathelineau herido de muerte, abandonaron el lugar y los miembros de la guardia republicana contribuyeron mucho al éxito de la salvación de Nantes. 
Después de este fracaso, el "Ejército real" resolvió pasar el Loira y llevar a Bretaña el teatro de la guerra, cayendo en su poder las ciudades de Ancenis, Laval, Ernée, Fougères y Dol. Pero después fueron vencidos en Granville y Le Mans; el "Ejército real" en derrota fue finalmente destruido en Savenay, a 40 km de Nantes.
Los vencedores republicanos de Nantes eran del partido de los Girondins y en París la Convención los eliminó el mismo mes de junio de 1793. Para someter la ciudad, la Convención envió a Nantes uno de sus miembros más enérgicos llamado Jean-Baptiste Carrier, recomendándole que tomara medidas prontas y eficaces contra los realistas. Carrier dejó un recuerdo de ejecuciones e injusticias que jamás se borró de la memoria de sus habitantes. Fue retirado de su misión a principio de 1794 y condenado después de la caída de Robespierre. Posteriormente, y pasados los hechos descritos, se pacificó la ciudad, paz que no duró mucho tiempo ya que la Convención envió a François de Charette impelido a una nueva guerra, fue atrapado por los republicanos y fusilado en Nantes en 1795, pacificándose así la zona de la Vendée.

### Edad Contemporánea
Siglo XIX

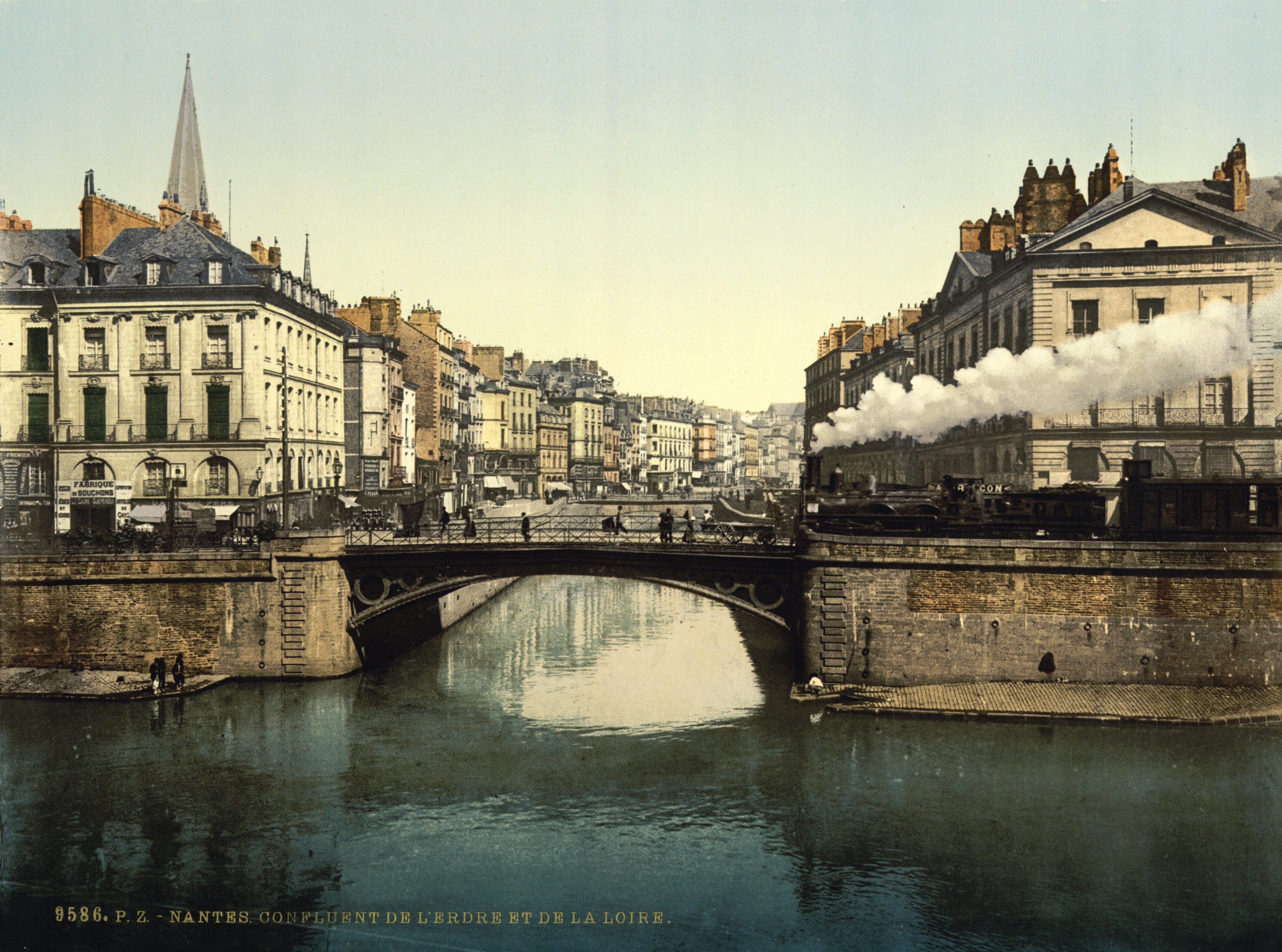
Nantes hacia 1890. Confluencia de los ríos Erdre y Loira.

En este siglo en Nantes se desarrolló una importante actividad industrial. La industria de la conserva fue iniciada por Pierre-Joseph Colin, primer utilizador industrial del método Appert; después se crearon las empresas Cassegrain (1856, actualmente en el grupo francés Bonduelle), Saupiquet (1891, actualmente en el grupo italiano Bolton Alimentari), Amieux (actualmente una marca comercial del grupo Buitoni) y Lebeaupin. Los industriales de Nantes crearon las numerosas conserverías de pescado de Vendée y Bretaña-sur. También cobraron importancia la industria de los bizcochos con las empresas Lefèvre-Utile (LU, actualmente en el grupo Danone) y Biscuiterie Nantaise (BN, actualmente en el grupo inglés United Biscuits) y las industrias metalúrgicas, particularmente de la construcción naval. Un nuevo puerto fue construido en Saint-Nazaire desde los años 1860, con una actividad industrial muy importante (construcción naval).
Siglo XX
Después de abrirse la frontera francesa a los refugiados civiles de la guerra civil española el 28 de enero de 1939, el prefecto de Loira Inferior (el nombre entonces del departamento) fue advertido desde el 30 que tendría que hospedar a refugiados. Los primeros fueron hospedados en establecimientos infantiles de vacaciones del litoral (en Pornichet, Le Pouliguen, etc). Después, a principios de junio, dos campos fueron abiertos en el arrondissement de Châteaubriant: uno en Moisdon-la-Rivière (Camp de la Forge) y un otro en Juigné-les-Moutiers. En octubre de 1939 (fecha del cierre), estos campos albergaban 1200 refugiados, principalmente mujeres y niños. Algunos habían decidido ser repatriados a España: en el mes de agosto hubo 180 candidatos, pero miembros del PCE hicieron contra-propaganda y solamente 46 fueron repatriados. Los "agitadores" comunistas fueron trasladados a otros campos en el sur de Francia. La situación de los refugiados en Loira Inferior fue menos mala que en los campos para militares y milicianos del sur; la población de las communidades rurales de Moisdon y Juigné era muy conservadores y desafiantes u hostiles a los republicanos españoles, pero parece que en la ciudad de Châteaubriant los refugiados eran correctamente acogidos.
Durante la Segunda Guerra Mundial, Nantes fue ocupada por la Alemania nazi desde junio de 1940 hasta agosto de 1944. La ciudad fue bombardeada en septiembre de 1943. Después de la guerra la ciudad recibió la distinción de Compagnon de la Libération. En abril de 1941, el gobierno de Vichy creó prefecturas regionales como órganos administrativos superiores a los departamentos, y Nantes quedó dentro de la región de Angers y no en la de Rennes. Tras el fin de la Segunda Guerra Mundial en Europa, se eliminó dicho nivel administrativo.
En junio de 1955 se crearon nuevamente regiones, y Nantes quedó en la región de Países del Loira, separada de las regiones bretonas. Distintas reformas potenciaron el rol político de las regiones, pese a lo cual buena parte de los habitantes de Nantes se siguen considerando culturalmente bretones. La industria aeronáutica apareció con la fábrica de la empresa Sud-Aviation (después: SNIAS, Aérospatiale, EADS) que participa en los programas Airbus. La construcción naval regresó en los años 1960 y la última empresa de este sector fue cerrada en 1984.
El alcalde desde 1989, el socialista Jean-Marc Ayrault, fue reelegido desde la primera vuelta (55,71 % de los sufragios) el 9 de marzo de 2008. Sin embargo, al ser nombrado primer ministro el 15 de mayo de 2012, tras la victoria de François Hollande, Ayrault fue sucedido en el cargo por Patrick Rimbert, quien ya formaba parte del equipo de gobierno municipal. Fue sucedido por Johanna Rolland, tras las elecciones municipales de 2014. La ciudad fue premiada con el título de Capital Verde Europea en 2013.

## Geografía
Atraviesan el área de Nantes los ríos Loira, Erdre, Sèvre Nantaise, Chézine y Cens.
Esta a 383 km de París.

## Clima
| Parámetros climáticos promedio de Nantes (Aeropuerto de Nantes Atlantique), normales 1991–2020, extremos 1945–presente | Parámetros climáticos promedio de Nantes (Aeropuerto de Nantes Atlantique), normales 1991–2020, extremos 1945–presente | Parámetros climáticos promedio de Nantes (Aeropuerto de Nantes Atlantique), normales 1991–2020, extremos 1945–presente | Parámetros climáticos promedio de Nantes (Aeropuerto de Nantes Atlantique), normales 1991–2020, extremos 1945–presente | Parámetros climáticos promedio de Nantes (Aeropuerto de Nantes Atlantique), normales 1991–2020, extremos 1945–presente | Parámetros climáticos promedio de Nantes (Aeropuerto de Nantes Atlantique), normales 1991–2020, extremos 1945–presente | Parámetros climáticos promedio de Nantes (Aeropuerto de Nantes Atlantique), normales 1991–2020, extremos 1945–presente | Parámetros climáticos promedio de Nantes (Aeropuerto de Nantes Atlantique), normales 1991–2020, extremos 1945–presente | Parámetros climáticos promedio de Nantes (Aeropuerto de Nantes Atlantique), normales 1991–2020, extremos 1945–presente | Parámetros climáticos promedio de Nantes (Aeropuerto de Nantes Atlantique), normales 1991–2020, extremos 1945–presente | Parámetros climáticos promedio de Nantes (Aeropuerto de Nantes Atlantique), normales 1991–2020, extremos 1945–presente | Parámetros climáticos promedio de Nantes (Aeropuerto de Nantes Atlantique), normales 1991–2020, extremos 1945–presente | Parámetros climáticos promedio de Nantes (Aeropuerto de Nantes Atlantique), normales 1991–2020, extremos 1945–presente | Parámetros climáticos promedio de Nantes (Aeropuerto de Nantes Atlantique), normales 1991–2020, extremos 1945–presente |
| Mes | Ene. | Feb. | Mar. | Abr. | May. | Jun. | Jul. | Ago. | Sep. | Oct. | Nov. | Dic. | Anual |
| --- | --- | --- | --- | --- | --- | --- | --- | --- | --- | --- | --- | --- | --- |
| Temp. máx. abs. (°C)                                                                                                   | 18.2 | 22.6 | 24.2 | 28.3 | 32.8 | 39.1 | 42.0 | 39.6 | 34.3 | 30.2 | 21.8 | 18.4 | 42.0 |
| Temp. máx. media (°C)                                                                                                  | 9.3 | 10.5 | 13.5 | 16.2 | 19.6 | 23.0 | 25.1 | 25.4 | 22.4 | 17.6 | 12.9 | 9.8 | 17.1 |
| Temp. media (°C) | 6.4 | 6.7 | 9.2 | 11.4 | 14.7 | 17.8 | 19.7 | 19.8 | 17.1 | 13.5 | 9.4 | 6.7 | 12.7 |
| Temp. mín. media (°C)                                                                                                  | 3.4 | 3.0 | 4.9 | 6.6 | 9.8 | 12.7 | 14.3 | 14.2 | 11.8 | 9.5 | 5.9 | 3.7 | 8.3 |
| Temp. mín. abs. (°C)                                                                                                   | -13.0 | -15.6 | -9.6 | -2.8 | -1.5 | 3.8 | 5.8 | 5.6 | 2.8 | -3.3 | -6.8 | -10.8 | -15.6 |
| Precipitación total (mm)                                                                                               | 87.9 | 67.5 | 58.4 | 58.3 | 61.0 | 48.5 | 44.2 | 50.3 | 59.5 | 88.8 | 94.1 | 101.0 | 819.5 |
| Días de precipitaciones (≥ 1.0 mm)                                                                                     | 12.5 | 10.6 | 9.4 | 9.7 | 9.6 | 7.6 | 7.1 | 7.2 | 7.8 | 11.8 | 13.0 | 13.5 | 119.7 |
| Días de nevadas (≥ 1 mm)                                                                                               | 1.3 | 2.0 | 0.3 | 0.0 | 0.0 | 0.0 | 0.0 | 0.0 | 0.0 | 0.0 | 0.3 | 0.9 | 4.7 |
| Horas de sol | 73.2 | 97.3 | 141.3 | 169.8 | 189.0 | 206.5 | 213.7 | 226.8 | 193.8 | 118.2 | 85.8 | 76.1 | 1791.3 |
| Fuente: Meteo France                                                                                                   | | | | | | | | | | | | | |

## Demografía

### Población

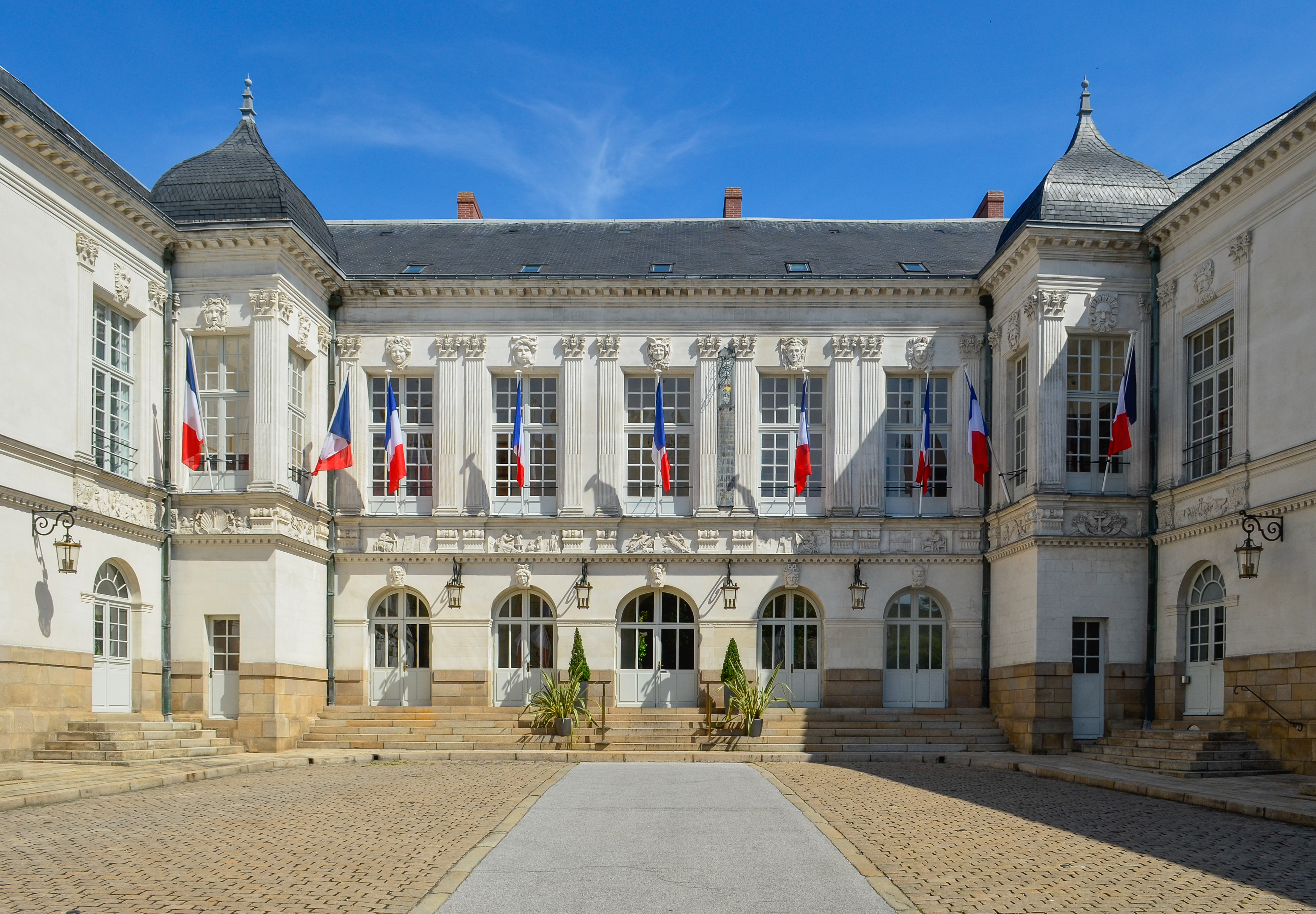
El Hôtel de Derval, sede del ayuntamiento de Nantes.

- Métropole Nantes-Saint-Nazaire:[11] 780 000 (2008)
- Área urbana[12] de Nantes: 711 100 (1999), 8° en Francia
- Unidad urbana[13] de Nantes: 544 900 (1999), 8° en Francia; 24 municipios
- Comunidad urbana Nantes Metropole: 580 000 (2008); 20 municipios
- Municipio de Nantes: 277 700 (1999), 6° en Francia
- Otros municipios importantes de la comunidad urbana:
  - Saint-Herblain: 43 700 (1999)
  - Rezé: 35 500 (1999)
  - Saint-Sébastien-sur-Loire: 25 200 (1999)
  - Orvault: 23 500 (1999)
  - Vertou: 18 200 (1999)
  - Couëron: 17 800 (1999)

Evolución demográfica
Durante la década de 1990 Nantes fue, de entre las grandes ciudades francesas, la que más rápidamente creció, pasando de tener 252 029 habitantes en 1990 a 277 728 en 1999.
| 80 000 | 77 162 | 77 226 | 68 427 | 77 992 | 94 310 | 96 362 | 108 530 | 113 625 | 111 956 | 118 517 | 122 247 | 124 319 | 127 482 | 122 750 | 123 902 |
| Para los censos de 1962 a 1999 la población legal corresponde a la población sin duplicidades (Fuente: INSEE [Consultar]) |        |        |        |        |        |        |         |         |         |         |         |         |         |         |         |

| 132 990 | 133 247 | 170 535 | 183 704 | 184 509 | 187 343 | 195 185 | 200 265 | 222 790 | 240 028 | 260 244 | 256 693 | 240 539 | 244 995 | 270 251 | 282 853 | 320 732 |
| Para los censos de 1962 a 1999 la población legal corresponde a la población sin duplicidades (Fuente: INSEE [Consultar]) |         |         |         |         |         |         |         |         |         |         |         |         |         |         |         |         |

## Economía
El puerto de Nantes es una parte del «Puerto autónomo Nantes-Saint-Nazaire». La actividad portuaria de Nantes ha dejado el centro de la ciudad por la zona industrial de Cheviré (municipios de Rezé y Bouguenais), río abajo. La actividad principal aquí es la importación de madera.

## Educación
La Universidad de Nantes (en francés: Université de Nantes) es una universidad pública francesa situada en la ciudad de Nantes. Fue fundada el 4 de abril de 1460, cuando Francisco II de Bretaña sugirió la creación de la Universidad de Bretaña, pero se reestructuró en 1961. Imparte cursos en las siguientes áreas: Derecho, Economía, Gestión, Artes, Lenguas, Ciencias, Tecnología, Salud, Ciencias humanas y sociales.  Además de los varios campus dispersos en la ciudad de Nantes, hay dos campus satélite situados en Saint-Nazaire y La Roche-sur-Yon. La universidad ocupó el puesto 401-500 en el Times Higher Education de 2016.
A escala nacional y en lo que respecta a la inserción profesional tras la graduación, la Universidad de Nantes oscila entre el puesto 3 y el 40 de 69 universidades en función del campo de estudios. Actualmente, la universidad cuenta con unos 34 500 estudiantes. Más del 10 % de ellos son estudiantes internacionales procedentes de 110 países.
Hay también algunas escuelas superiores independientes de la Universidad:
- la E-Artsup (privada)
- la Escuela veterinaria de Nantes (ministerio de Agricultura), Oniris (son 4 en Francia)
- la Escuela Nacional de la Marina Mercante (ministerio de Transportes), Hydro (la única en Francia)
- la Escuela Nacional Superior de Arquitectura (ministerio de Cultura)
- la Escuela Central de Nantes, creada en el 1919 (entonces Instituto Politécnico del Oeste, después Escuela Nacional Superior de Mecánica)
- la Escuela de Minas, creada en el 1990 (son 10 en Francia)
- la Escuela Regional de las Bellas Artes (municipal)
- el Instituto Católico de Artes y Oficios (I. C. des Arts et Métiers) (son 3 en Francia)
- la Escuela Superior de la Madera (privada)
- el Institut supérieur européen de gestion group (privada)
- la Escuela de Diseño (privada, Cámara de Comercio y Industria)
- el Institut supérieur européen de formation par l'action (privada)
- la Escuela Superior de Comercio (privada), «Audencia Business School»
- la Escuela de Kinesiterapia (privada)
- la Escuela de Enfermeras

## Cultura

### Patrimonio

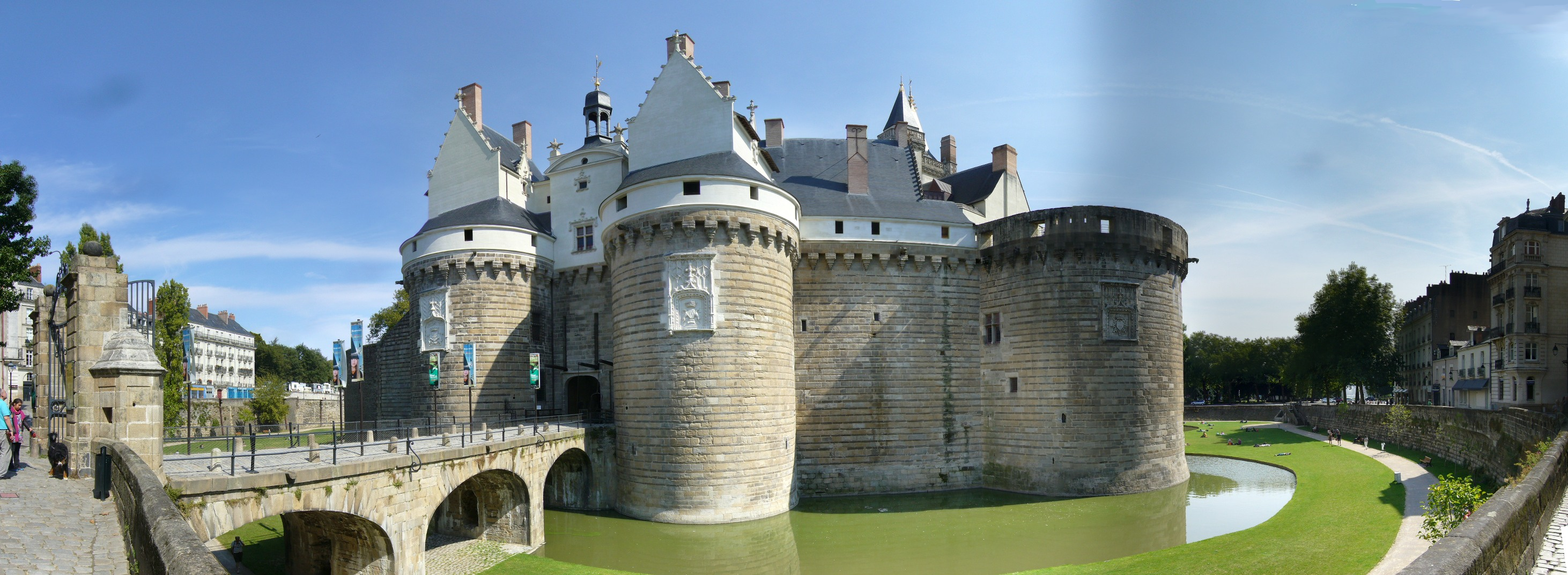
Entrada al castillo de los Duques de Bretaña entre las torres Pied-de-Biche y Boulangerie.

- La Place Royale, edificada entre 1790 y 1794, es una plaza que une la parte vieja de la ciudad y la nueva, obra de Graslin. Fue emplazada sobre antiguas fortificaciones derruidas, y en sus orígenes estuvo dedicada a la monarquía francesa. Su arquitectura es verdaderamente sorprendente, es lugar de confluencia de turistas y locales, que disfrutan de los establecimientos gastronómicos que abundan en sus calles.
- La Catedral de San Pedro y San Pablo (Cathédrale Saint-Pierre-et-Saint-Paul), fue iniciada bajo su forma actual en 1434, no dándose por finalizadas hasta 1891. Este lapso tan importante de construcción no ha supuesto merma de la calidad ni de la coherencia estilística de la catedral. Se construyó en el emplazamiento de la anterior catedral, que era de estilo románico. La Catedral fue declarada Monumento Histórico en 1862 por el Gobierno francés.
- La Basílica de San Nicolás fue construida por Jean-Baptiste-Antoine Lassus, en el siglo XIX, sustituyendo a la antigua, del siglo XI, erigida a lo largo del reinado de Pedro I. Se empezó a construir en el año 1844 y se terminó en el 1869, aunque no fue hasta 1882 que se consideró como basílica. Está catalogada como Monumento histórico de Francia.
- El castillo de los Duques de Bretaña es una antigua fortaleza medieval y palacio ducal, reformado y adaptado a las nuevas técnicas de artillería sobre el castillo, original del siglo XIII, llamado castillo de Nantes. El castillo, fue la residencia principal de los duques de Bretaña, desde el siglo XIII al XV. En el siglo XIX fue catalogado como Monumento Histórico y actualmente es propiedad comunal, rehabilitado para su apertura al público en general.
- La Puerta de San Pedro (Porte de Saint Pierre en francés), es una parte de la antigua muralla de la ciudad, construida en el siglo XV, en estilo Galo-Romano. Esta puerta cruza un elegante edificio con una torre.
- La Torre LU, situada a pocos metros del castillo de los Duques de Bretaña, es el emblema de la famosa marca de galletas del mismo nombre. Hoy en día es un concurrido lugar, ya que alberga, bares y restaurantes.
- Los Jardines Japoneses son un singular espacio verde, creado en la isla de Versalles, abierto al público en el año 1987. El paisaje creado y estructurado por los jardines de rocas, cascadas y los estanques, es rico en plantas exóticas como el bambú, el ciprés calvo, rododendros, camelias y árboles de cerezo japonés.
- La iglesia Santa-Cruz, del siglo XVII, cuya torre poligonal (elemento recuperado del castillo del Bouffay; cf. infra) tiene un reloj.
- La Casa del Ayuntamiento del siglo XVII.
- La Bolsa del siglo XVIII (actualmente sitio de la FNAC) por Mathurin Crucy.
- El Teatro Graslin del siglo VXIII, por Mathurin Crucy.
- La capilla de San Francisco de Sales.

Monumentos
- La columna Louis XVI (Place Foch).
- La fuente del Loira (Place Royale).
- La estatua de Enrique el Navegante (Place du Commerce) del 1931, por el escultor portugués Francisco Franco de Souza (1885-1955).
- El Monumento de los Cincuenta Rehenes (Cours des Cinquante Otages).
- Los Anillos de Daniel Buren de 2007: dieciocho grandes anillos metálicos a lo largo del río en la isla Beaulieu.

Complejos urbanísticos
- El barrio Bouffay-Castillo
- La Ile Feydeau

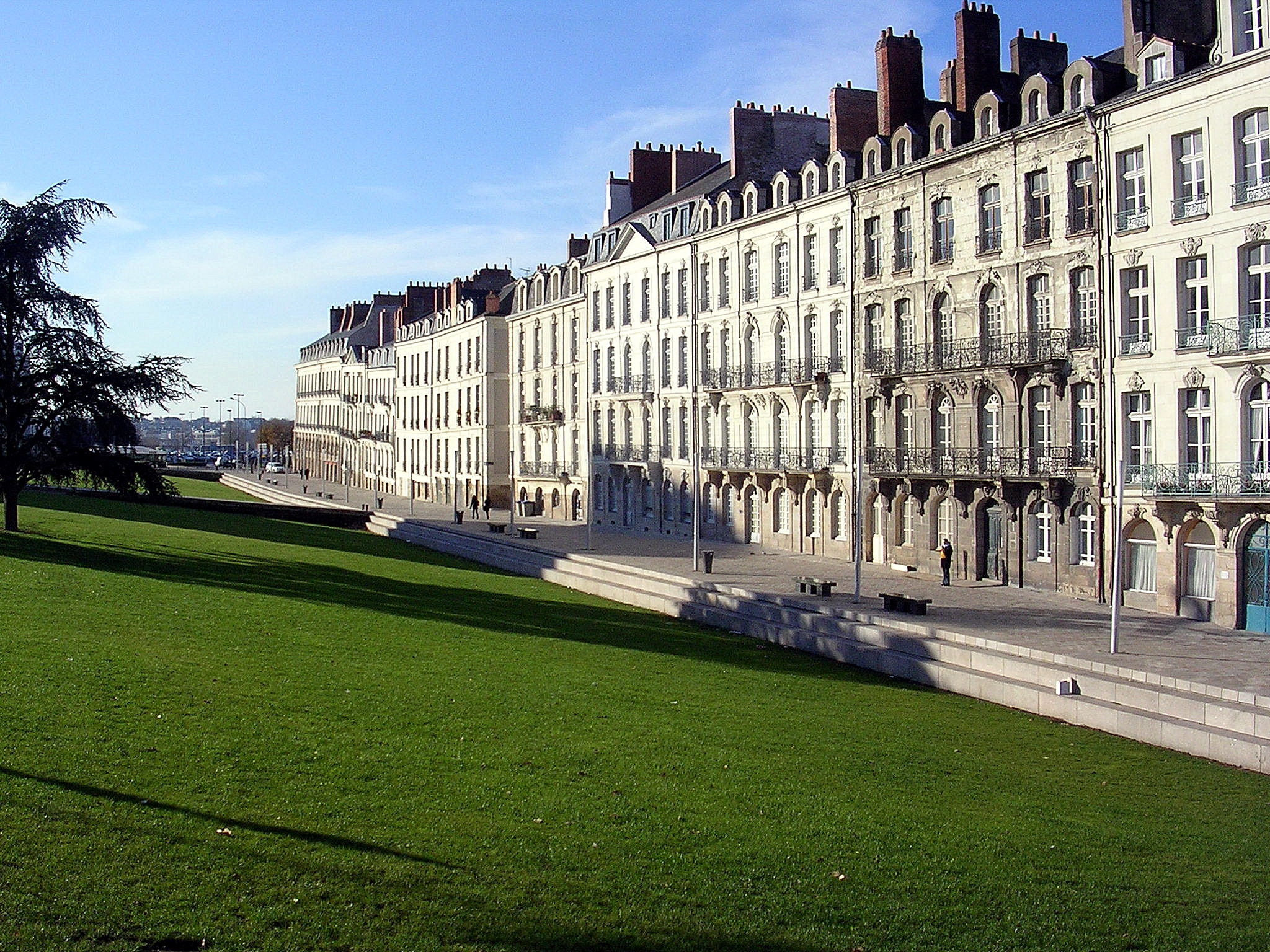
Casas en la isla Feydeau de Nantes.

- La Place Graslin y el Cours Cambronne, por Mathurin Crucy
- La Place Royale, por Mathurin Crucy
- Los Cours Saint-Pierre et Saint-André
- El Passage Pommeraye, galería comercial inaugurada en 1843.

### Museos

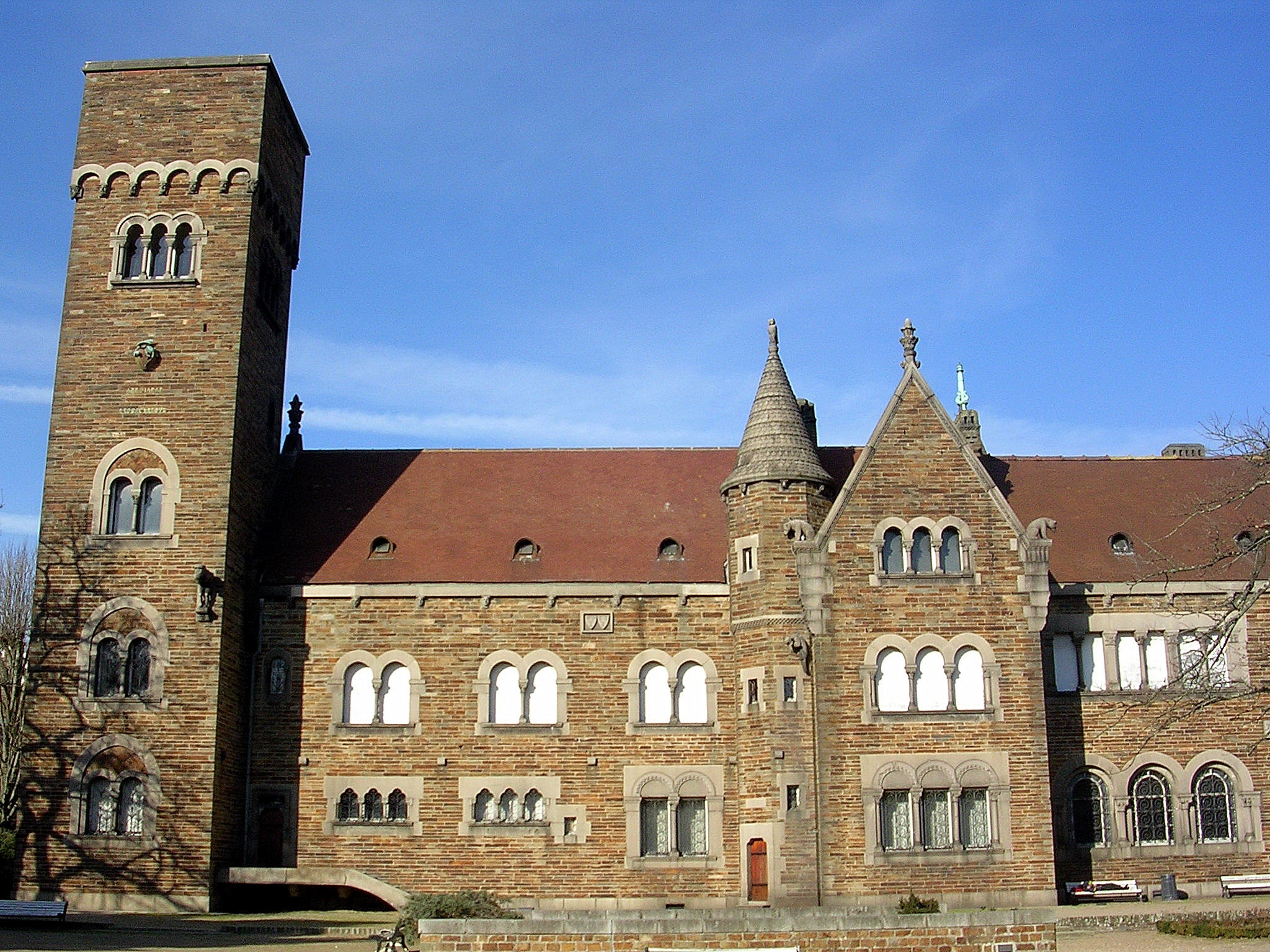
Exterior del Museo Dobrée.

- El Museo de Bellas Artes, municipal.
- El Museo del Castillo de los Duques (Museo de Historia de Nantes), municipal.
  - Hasta 2003, el castillo albergaba algunos museos ya deteriorados; una larga restauración estableció un museo único con un recorrido museográfico aprovechando las particularidades arquitectónicas del edificio.
- El Museo Dobrée, departamental.
- El Museo Julio Verne.
- El Museo de Historia Natural: geología, botánica, zoología.
- El Maillé-Brézé, navío de escolta de la Marina Nacional del 1957 al 1988.

### Cine
Todos los años se celebra un Festival de cine español.
Filmografía
- 1961: Lola, de Jacques Demy.
- 1982: Une chambre en ville (Un cuarto en el centro de la ciudad), de Jacques Demy; esta película musical cuenta la relación entre un obrero (Richard Berry) y una burguesa (Dominique Sanda) en 1955, año de una gran huelga de la construcción naval en Nantes.
- 1991: Jacquot de Nantes, de Agnès Varda.
- 1970: Les Mariés de l'an II, de Jean-Paul Rappeneau.

### Deporte
La ciudad cuenta con varios equipos profesionales: el FC Nantes de fútbol, el Nantes Erdre Futsal de fútbol sala, el Hermine de Nantes de baloncesto y el HBC Nantes de balonmano.
El FC Nantes se desempeña en la Ligue 1, la principal categoría del fútbol francés. Su estadio es el Stade de la Beaujoire.

## Ciudades hermanadas
La ciudad esta hermanada con:
- Jacksonville (Estados Unidos)
- Saarbrücken (Alemania)
- Seattle (Estados Unidos)
- Tiflis (Georgia)